# القائد الضرورة

لقب القائد الضرورة في مجلة التراث العربي عام 1990

القائد الضرورة هو لقب للرئيس صدام حسين، ومعناه القائد التاريخي، وصفه به سكرتيره الصحفي عبد الجبار محسن ثم ندم على وصفه بعد أَمَدٍ بعيد، وشاع اللقب لصدام في الثمانينيات والتسعينيات في الإعلام العراقي أولاً، ثم أصبح يقال لصدام ولغيره، وصار يُُذكرُ اللقب أحياناً مدحاً وإقراراً، وأحياناً للتهكم بالقائد الضرورة، وأحياناً للاستغناء عنه بالديمقراطية التي هي المعنى البديل للقائد التاريخي، يُترجم المصطلح إلى "The necessity-leader"، و"the one and only".

## سبب التلقيب
اعتقد عبد الجبار محسن أنه كان أول من سمّى صدام حسين القائدَ الضرورة، فقال «بالاستناد إلى معطيات الواقع العراقي الراهن، لا أؤمن بدور للجماهير من دون رأس مدبر، من دون قيادة تاريخية، وفي علم السياسة، كما في علم الاجتماع وعلم الإدارة، وردت تعريفات كثيرة للقائد وجرى تعداد لمواصفات القائد... ولقد وجدت، أو خلت أني وجدت في صدام حسين المواصفات التي يحملها القائد التاريخي... وهكذا كان يبدو الرجل بالنسبة للكثيرين».

### أصل الفكرة
كان ميشيل عفلق مقتنعاً بالقائد الضرورة، القائد التاريخي المُرتقَب مجيؤهُ ليوحّد الأمّة، كما فعل بسمارك الذي وحّدَ ألمانيا، ورأى عفلق أنه حين تنشأ شخصية القائد الضرورة لا يعود للتاريخ سياق بذاته وإنما يصبح امتداداً لسيرة القائد، وقال عن القائد إنه يظهر في لحظة عسيرة باصطفاء قدري كالاصطفاء الإلهي للأنبياء ليقود شعبه نحو الانتصارات الكبرى. فقيلَ إن «القائد الضرورة» هو لقب كان صدام قد لقّب نفسه به اقتباسا من تنظيرات ميشيل عفلق، وأمّا صدام حسين فقال بعد أن صار رئيساً «إنّ واجبنا هو إحقاق الحق ومعاداة الظلم..سأناضل لأكون راية بين الرايات وقائداً بين القادة، وليس القائد الأوحد».

## صفات القائد الضرورة
ذكر عبد الجبار محسن سبب تلقيبه لصدام بهذا اللقب:
- 1) عجز الجمهور عن تدبير أموره بغير قائد يفوقهم أجمعين.
- 2) القائد الضرورة هو كل من تشابهت صفاته بصفات القادة التاريخيين الذين استحقوا أن يُذكروا بذكرى خاصة في التاريخ.
- 3) توافق أكثرية المجتمع على استحقاق واحد منهم لأن يكون القائد الضرورة.
- 4) ظنّ المجتمع أو الحزب أنّهُ ينهار إن مات قائدهم الضرورة.[17]

## القائد الضرورة والديمقراطية
في الفكر الديمقراطي، لا يبرز القائد الضرورة، إذ توجد مؤسسات الحكومة التي تساعد على البقاء والاستقرار.